# Primera Federación 2022-2023
La Primera Federación 2022-2023 è stata la seconda stagione per la Primera Federación, il terzo livello più alto del campionato di calcio spagnolo. Hanno partecipato quaranta squadre, divise in due gironi da venti club ciascuno in base alla vicinanza geografica. In ogni girone, i campioni sono stati automaticamente promossi alla Segunda División, mentre dal secondo al quinto classificato hanno giocato gli spareggi di promozione e gli ultimi cinque sono stati retrocessi nella Segunda Federación.

## Stagione

### Formula
Un totale di 40 squadre si sono iscritte al campionato, di cui quattro retrocesse dalla Segunda División 2021-22, 26 mantenute dalla Primera División RFEF 2021-22 e 10 promosse dalla Segunda División RFEF 2021-22.

## Gruppi

### Gruppo 1
| Club                       | Città                      | Stadio                                         | Capienza |
| -------------------------- | -------------------------- | ---------------------------------------------- | -------- |
| Alcorcon                   | Alcorcón                   | Stadio Santo Domingo                           | 7.900    |
| Algeciras                  | Algeciras                  | Nuevo Mirador                                  | 7.200    |
| Badajoz                    | Badajoz                    | Estadio Nuevo Vivero                           | 15.598   |
| Celta B                    | Vigo                       | Barreiro                                       | 4.000    |
| Ceuta                      | Ceuta                      | Estadio Municipal Alfonso Murube               | 6.500    |
| Cordoba                    | Cordova                    | Nuevo Arcángel                                 | 25.100   |
| Deportivo La Coruña        | La Coruña                  | Riazor                                         | 32.660   |
| Fuenlabrada                | Fuenlabrada                | Estadio Fernando Torres                        | 3.000    |
| Leonesa                    | León                       | Stadio Reino de León                           | 13.451   |
| Linares Deportivo          | Linares                    | Linarejos                                      | 10.000   |
| Linense                    | La Línea de la Concepción  | Estadio Municipal de La Línea de la Concepción | 20.000   |
| Mérida                     | Mérida                     | Romano                                         | 14.600   |
| Pontevedra                 | Pontevedra                 | Estadio Municipal de Pasarón                   | 7.500    |
| Racing Ferrol              | Ferrol                     | de A Malata                                    | 12.042   |
| Rayo Majadahonda           | Majadahonda                | Stadio Cerro del Espino                        | 3.376    |
| Real Madrid Castilla       | Madrid                     | Alfredo Di Stéfano                             | 9.000    |
| San Fernando               | San Fernando               | Estadio Bahía Sur                              | 12.000   |
| San Sebastian de los Reyes | San Sebastián de los Reyes | Municipal Nuevo Matapiñoneras                  | 3.000    |
| Talavera de la Reina       | Talavera de la Reina       | El Prado                                       | 5.000    |
| Unionistas                 | Salamanca                  | Reina Sofia                                    | 5.000    |

### Classifica
Aggiornata al 28 maggio 2023.
|  | Pos. | Squadra              | Pt | G  | V  | N | P  | GF | GS | DR  |
|  | ---- | -------------------- | -- | -- | -- | - | -- | -- | -- | --- |
|  | 1.   | Racing Ferrol        | 75 | 38 | 10 | 2 | 4  | 30 | 19 | +11 |
|  | 2.   | Alcorcón             | 74 | 38 | 9  | 5 | 2  | 17 | 9  | +8  |
|  | 3.   | Real M. Castilla     | 69 | 38 | 9  | 3 | 4  | 16 | 11 | +5  |
|  | 4.   | Deportivo La Coruña  | 67 | 38 | 7  | 8 | 1  | 19 | 11 | +8  |
|  | 5.   | Celta Vigo B         | 59 | 38 | 8  | 3 | 5  | 24 | 17 | +7  |
|  | 6.   | Linares Deportivo    | 59 | 38 | 7  | 5 | 4  | 16 | 11 | +5  |
|  | 7.   | Unionistas           | 56 | 38 | 7  | 5 | 4  | 15 | 15 | 0   |
|  | 8.   | Mérida AD            | 54 | 38 | 6  | 6 | 4  | 17 | 13 | +4  |
|  | 9.   | Córdoba              | 54 | 38 | 6  | 5 | 5  | 21 | 15 | +6  |
|  | 10.  | Leonesa              | 48 | 38 | 5  | 8 | 3  | 16 | 13 | +3  |
|  | 11.  | Fuenlabrada          | 46 | 38 | 6  | 4 | 6  | 21 | 21 | 0   |
|  | 12.  | Ceuta                | 45 | 38 | 6  | 2 | 8  | 22 | 24 | -2  |
|  | 13.  | San Fernando CD      | 45 | 38 | 6  | 1 | 9  | 17 | 21 | -4  |
|  | 14.  | Rayo Majadahonda     | 45 | 38 | 4  | 6 | 6  | 17 | 17 | 0   |
|  | 15.  | Algeciras            | 44 | 38 | 4  | 6 | 6  | 9  | 15 | -6  |
|  | 16.  | Badajoz              | 43 | 38 | 3  | 6 | 7  | 11 | 15 | -4  |
|  | 17.  | S.S. Reyes           | 43 | 38 | 3  | 6 | 7  | 14 | 21 | -7  |
|  | 18.  | Linense              | 42 | 38 | 2  | 6 | 8  | 7  | 19 | -12 |
|  | 19.  | Pontevedra           | 36 | 38 | 3  | 2 | 11 | 16 | 28 | -12 |
|  | 20.  | Talavera de la Reina | 33 | 38 | 8  | 9 | 21 | 36 | 63 | -27 |

Legenda:

       Ammesse alla Segunda División 2023-2024

 Ammessa ai play-off o ai play-out.
       Retrocesse in Segunda Federación 2023-2024

Tre punti a vittoria, uno a pareggio, zero a sconfitta.
La classifica viene stilata secondo i seguenti criteri:
- Punti conquistati
- Punti conquistati negli scontri diretti
- Differenza reti negli scontri diretti
- Reti realizzate in trasferta negli scontri diretti
- Differenza reti generale
- Partite vinte
- Reti totali realizzate
- Spareggio

### Gruppo 2
| Club               | Città                 | Stadio                      | Capienza |
| ------------------ | --------------------- | --------------------------- | -------- |
| Alcoyano           | Alcoi                 | El Collao                   | 5.000    |
| Amorebieta         | Amorebieta-Etxano     | Campo Municipal de Urritxe  | 3.000    |
| Atlético Baleares  | Palma di Maiorca      | Stadio Balear               | 2.741    |
| Barcellona Atlètic | Barcellona            | stadio Johan Cruijff        | 6.000    |
| Athletic Bilbao B  | Bilbao                | Santa María de Lezama       | 2.500    |
| Calahorra          | Calahorra             | La Planilla                 | 4.500    |
| Castellón          | Castellón de la Plana | Nou Estadi Castalia         | 16.000   |
| Cornellà           | Cornellà de Llobregat | Nou Camp Municipal          | 1.500    |
| Eldense            | Elda                  | Stadio Nuevo Pepico Amat    | 4.036    |
| Gimnastic          | Tarragona             | Nou Estadi                  | 14.591   |
| Intercity          | Alicante              | Antonio Solana              | 3.000    |
| La Nucia           | la Nucia              | Camilo Cano                 | 3.000    |
| Numancia           | Soria                 | Nuevo Estadio Los Pajaritos | 9.500    |
| Osasuna B          | Pamplona              | Tayonar                     | 4.500    |
| Real Murcia        | Murcia                | Nueva Condomina             | 33.045   |
| Real Sociedad B    | San Sebastián         | José Luis Orbegozo          | 2.500    |
| Real Unión         | Irun                  | Stadium Gal                 | 5.000    |
| Sabadell           | Sabadell              | Estadi de la Nova Creu Alta | 11.981   |
| SD Logroñés        | Logroño               | Estadio Mundial 82          | 3.000    |
| UD Logrones        | Logroño               | Las Gaunas                  | 16.000   |

### Classifica
Aggiornata al 28 maggio 2023.
|  | Pos. | Squadra            | Pt | G  | V  | N  | P  | GF | GS | DR  |
|  | ---- | ------------------ | -- | -- | -- | -- | -- | -- | -- | --- |
|  | 1.   | Amorebieta         | 69 | 38 | 19 | 12 | 7  | 48 | 29 | +19 |
|  | 2.   | Eldense            | 69 | 38 | 19 | 12 | 7  | 50 | 28 | +22 |
|  | 3.   | Castellón          | 62 | 38 | 16 | 14 | 8  | 46 | 32 | +14 |
|  | 4.   | Barcellona Atlètic | 61 | 38 | 16 | 13 | 9  | 45 | 38 | +7  |
|  | 5.   | Real Sociedad B    | 60 | 38 | 14 | 18 | 6  | 50 | 34 | +16 |
|  | 6.   | Real Murcia        | 56 | 38 | 14 | 14 | 10 | 49 | 33 | +16 |
|  | 7.   | Osasuna B          | 53 | 38 | 15 | 8  | 15 | 51 | 45 | +6  |
|  | 8.   | Gimnàstic          | 53 | 38 | 14 | 11 | 13 | 37 | 43 | -6  |
|  | 9.   | CD Logroñés        | 51 | 38 | 13 | 12 | 13 | 40 | 43 | -3  |
|  | 10.  | Sabadell           | 50 | 38 | 13 | 11 | 14 | 42 | 43 | -1  |
|  | 11.  | Cornellà           | 49 | 38 | 12 | 13 | 13 | 34 | 42 | -8  |
|  | 12.  | Intercity          | 49 | 38 | 12 | 13 | 13 | 45 | 44 | +1  |
|  | 13.  | Real Unión         | 48 | 38 | 13 | 9  | 16 | 39 | 48 | -9  |
|  | 14.  | Atlético Baleares  | 47 | 38 | 11 | 14 | 13 | 44 | 46 | -2  |
|  | 15.  | Alcoyano           | 47 | 38 | 11 | 14 | 13 | 36 | 41 | -5  |
|  | 16.  | Numancia           | 46 | 38 | 11 | 13 | 14 | 31 | 36 | -5  |
|  | 17.  | La Nucía           | 46 | 38 | 9  | 19 | 10 | 39 | 45 | -6  |
|  | 18.  | UD Logroñés        | 36 | 38 | 7  | 15 | 16 | 25 | 33 | -8  |
|  | 19.  | Calahorra          | 33 | 38 | 7  | 12 | 19 | 31 | 52 | -21 |
|  | 20.  | Athletic Bilbao B  | 26 | 38 | 5  | 11 | 22 | 27 | 54 | -27 |

Legenda:

       Ammesse alla Segunda División 2023-2024

 Ammessa ai play-off o ai play-out.
       Retrocesse in Segunda Federación 2023-2024

Tre punti a vittoria, uno a pareggio, zero a sconfitta.
La classifica viene stilata secondo i seguenti criteri:
- Punti conquistati
- Punti conquistati negli scontri diretti
- Differenza reti negli scontri diretti
- Reti realizzate in trasferta negli scontri diretti
- Differenza reti generale
- Partite vinte
- Reti totali realizzate
- Spareggio

## Spareggi

### Finale
| Amorebieta-Etxano 3 giugno 2023, ore 18:00 BST                              | Amorebieta | 3 – 0 | Racing Ferrol | Campo Municipal de Urritxe (3.000 spett.) |
| \| \| \| \| \| Unai Buján 41’ Ewan Urain 46’ Pradera 47’ \| Marcatori \| \| |            |       |               |                                           |
|                                                                             |            |       |               |                                           |
| Unai Buján 41’ Ewan Urain 46’ Pradera 47’                                   | Marcatori  |       |               |                                           |

| Ferrol 10 giugno 2023, ore 18:00 BST                                     | Racing Ferrol | 2 – 0 | Amorebieta | de A Malata (12.042 spett.) |
| \| \| \| \| \| Javier Murua 78’ (aut.) Héber Pena 84’ \| Marcatori \| \| |               |       |            |                             |
|                                                                          |               |       |            |                             |
| Javier Murua 78’ (aut.) Héber Pena 84’                                   | Marcatori     |       |            |                             |

#### Tabellone Gruppo 1
|  | Semifinali | Semifinali          | Semifinali | Semifinali | Semifinali |  |  | Finale    | Finale    | Finale | Finale | Finale |  |
|  |            |                     |            |            |            |  |  |           |           |        |        |        |  |
|  | 5B         | Real Sociedad B     | 1          | 1          | 2          |  |  |           |           |        |        |        |  |
|  | 2A         | Alcorcón            | 2          | 1          | 3          |  |  | Alcorcón  | Alcorcón  | 0      | 2      | 2      |  |
|  | 4A         | Deportivo La Coruña | 1          | 3          | 4          |  |  | Castellón | Castellón | 0      | 1      | 1      |  |
|  | 3B         | Castellón           | 0          | 4          | 4          |  |  |           |           |        |        |        |  |

#### Semifinali
|                     | Risultati |                     | Luogo e data                 |
| ------------------- | --------- | ------------------- | ---------------------------- |
| Real Sociedad B     | 1-2       | Alcorcón            | San Sebastián, 4 giugno 2023 |
| Deportivo La Coruña | 1-0       | Castellón           | La Coruna, 4 giugno 2023     |
|                     |           |                     |                              |
| Alcorcón            | 1-1       | Real Sociedad B     | Elda, 11 giugno 2023         |
| Castellón           | 4-3       | Deportivo La Coruña | Madrid, 11 giugno 2023       |
|                     |           |                     |                              |

#### Finale
|           | Risultati |           | Luogo e data                          |
| --------- | --------- | --------- | ------------------------------------- |
| Alcorcón  | 0-0       | Castellón | Alcorcon, 18 giugno 2023              |
| Castellón | 1-2       | Alcorcón  | Castellón de la Plana, 25 giugno 2023 |
|           |           |           |                                       |

#### Tabellone Gruppo 2
|  | Semifinali | Semifinali         | Semifinali | Semifinali | Semifinali |  |  | Finale           | Finale           | Finale | Finale | Finale |  |
|  |            |                    |            |            |            |  |  |                  |                  |        |        |        |  |
|  | 5A         | Celta Vigo B       | 3          | 0          | 3          |  |  |                  |                  |        |        |        |  |
|  | 2B         | Eldense            | 2          | 2          | 4          |  |  | Eldense          | Eldense          | 1      | 3      | 4      |  |
|  | 4B         | Barcellona Atlètic | 4          | 0          | 4          |  |  | Real M. Castilla | Real M. Castilla | 1      | 3      | 4      |  |
|  | 3A         | Real M. Castilla   | 2          | 3          | 5          |  |  |                  |                  |        |        |        |  |

#### Semifinali
|                    | Risultati |                    | Luogo e data              |
| ------------------ | --------- | ------------------ | ------------------------- |
| Celta Vigo B       | 3-2       | Eldense            | Vigo, 4 giugno 2023       |
| Barcellona Atlètic | 4-2       | Real M. Castilla   | Barcellona, 4 giugno 2023 |
|                    |           |                    |                           |
| Eldense            | 2-0       | Celta Vigo B       | Elda, 11 giugno 2023      |
| Real M. Castilla   | 3-0       | Barcellona Atlètic | Madrid, 11 giugno 2023    |
|                    |           |                    |                           |

#### Finale
|                  | Risultati |                  | Luogo e data           |
| ---------------- | --------- | ---------------- | ---------------------- |
| Eldense          | 1-1       | Real M. Castilla | Elda, 18 giugno 2023   |
| Real M. Castilla | 3-3       | Eldense          | Madrid, 25 giugno 2023 |
|                  |           |                  |                        |